# Vodacom Cup 2011
Vodacom Cup 2011 – czternasta edycja Vodacom Cup, trzeciego poziomu rozgrywek w rugby union w Południowej Afryce.
Prócz czternastu południowoafrykańskich zespołów ponownie w zawodach wzięły udział drużyny Welwitschias i Pampas XV. Szesnaście uczestniczących zespołów rywalizowało zatem w pierwszej fazie podzielone na dwie ośmiozespołowe grupy rozgrywając po jednym spotkaniu z drużynami z drugiej grupy, następnie czołowe czwórki z każdej z grup awansowały do fazy pucharowej złożonej z ćwierćfinałów, półfinałów i finału.
Z ćwierćfinałowych pojedynków zwycięsko wyszły zespoły Pampas XV, Griquas, Sharks XV i Blue Bulls. Półfinały na swoją korzyść rozstrzygnęli obrońcy tytułu oraz Argentyńcycy, zaś w finale triumfowali niepokonani przez cały sezon zawodnicy Pampas XV.
Najwięcej punktów w zawodach (95) zdobył Lionel Cronjé, w klasyfikacji przyłożeń z dziesięcioma zwyciężyli natomiast JJ Engelbrecht i Juan José Imhoff.

## Faza grupowa

### Mecze
| 25 lutego 201116:45 | Cheetahs | 55:19(22:5) | Falcons | Free State Stadium, Bloemfontein Widzów: 5 000 Sędzia: Marius van der Westhuizen |
| 25 lutego 201116:45 |          | 55:19(22:5) |         | Free State Stadium, Bloemfontein Widzów: 5 000 Sędzia: Marius van der Westhuizen |

| 25 lutego 201119:00 | SWD Eagles | 26:35(12:12) | Pumas | Outeniqua Park, George Sędzia: Quinton Immelman |
| 25 lutego 201119:00 |            | 26:35(12:12) |       | Outeniqua Park, George Sędzia: Quinton Immelman |

| 25 lutego 201119:00 | Eastern Province Kings | 47:12(26:5) | Welwitschias | Nelson Mandela Bay Stadium, Port Elizabeth Sędzia: Joey Klaaste-Salmans |
| 25 lutego 201119:00 |                        | 47:12(26:5) |              | Nelson Mandela Bay Stadium, Port Elizabeth Sędzia: Joey Klaaste-Salmans |

| 25 lutego 201119:00 | Border Bulldogs | 21:27(8:15) | Leopards | Buffalo City Stadium, East London Widzów: 1 000 Sędzia: Tiaan Jonker |
| 25 lutego 201119:00 |                 | 21:27(8:15) |          | Buffalo City Stadium, East London Widzów: 1 000 Sędzia: Tiaan Jonker |

| 26 lutego 201114:40 | Sharks XV | 30:19(18:9) | Blue Bulls | Kings Park Stadium, Durban Widzów: 5 000 Sędzia: Rasta Rasivhenge |
| 26 lutego 201114:40 |           | 30:19(18:9) |            | Kings Park Stadium, Durban Widzów: 5 000 Sędzia: Rasta Rasivhenge |

| 26 lutego 201115:00 | Pampas XV | 52:29(31:8) | Griffons | Fanie Du Toit Stadium, Potchefstroom Widzów: 8 000 Sędzia: Lesego Legoete |
| 26 lutego 201115:00 |           | 52:29(31:8) |          | Fanie Du Toit Stadium, Potchefstroom Widzów: 8 000 Sędzia: Lesego Legoete |

| 26 lutego 201116:00 | Boland Cavaliers | 25:42(6:21) | Griquas | Bredasdorp Sports Grounds, Bredasdorp Sędzia: Stephan Geldenhuys |
| 26 lutego 201116:00 |                  | 25:42(6:21) |         | Bredasdorp Sports Grounds, Bredasdorp Sędzia: Stephan Geldenhuys |

| 26 lutego 201116:45 | Western Province | 18:18(8:10) | Golden Lions | Newlands Stadium, Kapsztad Widzów: 7 000 Sędzia: Archie Sehlako |
| 26 lutego 201116:45 |                  | 18:18(8:10) |              | Newlands Stadium, Kapsztad Widzów: 7 000 Sędzia: Archie Sehlako |

| 4 marca 201116:45 | Golden Lions | 9:15(3:12) | Pampas XV | Coca-Cola Park, Johannesburg Widzów: 5 000 Sędzia: Francois Groenewald |
| 4 marca 201116:45 |              | 9:15(3:12) |           | Coca-Cola Park, Johannesburg Widzów: 5 000 Sędzia: Francois Groenewald |

| 4 marca 201118:00 | Leopards | 25:31(9:19) | Eastern Province Kings | Olën Park, Potchefstroom Sędzia: Rasta Rasivhenge |
| 4 marca 201118:00 |          | 25:31(9:19) |                        | Olën Park, Potchefstroom Sędzia: Rasta Rasivhenge |

| 5 marca 201115:00 | Falcons | 14:86(0:43) | Western Province | Barnard Stadium, Kempton Park Sędzia: Francisco Pastrana |
| 5 marca 201115:00 |         | 14:86(0:43) |                  | Barnard Stadium, Kempton Park Sędzia: Francisco Pastrana |

| 5 marca 201115:00 | Pumas | 36:35(12:16) | Cheetahs | Ermelo High School, Ermelo Sędzia: Mlungiseleli Mdashe |
| 5 marca 201115:00 |       | 36:35(12:16) |          | Ermelo High School, Ermelo Sędzia: Mlungiseleli Mdashe |

| 5 marca 201115:00 | Griquas | 84:9(60:9) | Border Bulldogs | Diamantveld High School, Kimberley Sędzia: Matt Kemp |
| 5 marca 201115:00 |         | 84:9(60:9) |                 | Diamantveld High School, Kimberley Sędzia: Matt Kemp |

| 5 marca 201115:00 | Griffons | 38:41(31:21) | SWD Eagles | North West Stadium, Welkom Widzów: 100 Sędzia: Lusanda Jam |
| 5 marca 201115:00 |          | 38:41(31:21) |            | North West Stadium, Welkom Widzów: 100 Sędzia: Lusanda Jam |

| 5 marca 201116:00 | Welwitschias | 5:25(5:15) | Sharks XV | Hage Geingob Rugby Stadium, Windhuk Sędzia: Jaco Peyper |
| 5 marca 201116:00 |              | 5:25(5:15) |           | Hage Geingob Rugby Stadium, Windhuk Sędzia: Jaco Peyper |

| 5 marca 201116:45 | Blue Bulls | 17:20(5:10) | Boland Cavaliers | Loftus Versfeld Stadium, Pretoria Sędzia: Lourens van der Merwe |
| 5 marca 201116:45 |            | 17:20(5:10) |                  | Loftus Versfeld Stadium, Pretoria Sędzia: Lourens van der Merwe |

| 11 marca 201116:45 | Western Province | 56:9(24:6) | Welwitschias | Newlands Stadium, Kapsztad Widzów: 5 000 Sędzia: Gerrie De Bruin |
| 11 marca 201116:45 |                  | 56:9(24:6) |              | Newlands Stadium, Kapsztad Widzów: 5 000 Sędzia: Gerrie De Bruin |

| 11 marca 201119:00 | Eastern Province Kings | 23:8(17:3) | Pumas | Nelson Mandela Bay Stadium, Port Elizabeth Widzów: 2 300 Sędzia: Delbirth November |
| 11 marca 201119:00 |                        | 23:8(17:3) |       | Nelson Mandela Bay Stadium, Port Elizabeth Widzów: 2 300 Sędzia: Delbirth November |

| 11 marca 201119:00 | SWD Eagles | 0:33(0:14) | Griquas | Loerie Park, Knysna Sędzia: Stuart Berry |
| 11 marca 201119:00 |            | 0:33(0:14) |         | Loerie Park, Knysna Sędzia: Stuart Berry |

| 11 marca 201119:00 | Border Bulldogs | 19:16(12:10) | Griffons | Buffalo City Stadium, East London Widzów: 1 000 Sędzia: Francisco Pastrana |
| 11 marca 201119:00 |                 | 19:16(12:10) |          | Buffalo City Stadium, East London Widzów: 1 000 Sędzia: Francisco Pastrana |

| 12 marca 201115:05 | Cheetahs | 38:24(14:10) | Leopards | Vodacom Park, Bloemfontein Widzów: 1 000 Sędzia: Quinton Immelman |
| 12 marca 201115:05 |          | 38:24(14:10) |          | Vodacom Park, Bloemfontein Widzów: 1 000 Sędzia: Quinton Immelman |

| 12 marca 201116:30 | Boland Cavaliers | 10:32(3:7) | Golden Lions | Moorreesburg Stadium, Moorreesburg Sędzia: Archie Sehlako |
| 12 marca 201116:30 |                  | 10:32(3:7) |              | Moorreesburg Stadium, Moorreesburg Sędzia: Archie Sehlako |

| 12 marca 201116:30 | Sharks XV | 67:26(31:12) | Falcons | Ugu Sports Centre, Margate Sędzia: Rasta Rasivhenge |
| 12 marca 201116:30 |           | 67:26(31:12) |         | Ugu Sports Centre, Margate Sędzia: Rasta Rasivhenge |

| 12 marca 201119:10 | Pampas XV | 27:22(17:3) | Blue Bulls | Olën Park, Potchefstroom Widzów: 500 Sędzia: Sindile Mayende |
| 12 marca 201119:10 |           | 27:22(17:3) |            | Olën Park, Potchefstroom Widzów: 500 Sędzia: Sindile Mayende |

| 18 marca 201115:30 | Griquas | 29:32(17:16) | Pampas XV | Diamantveld High School, Kimberley Widzów: 1 000 Sędzia: Matt Kemp |
| 18 marca 201115:30 |         | 29:32(17:16) |           | Diamantveld High School, Kimberley Widzów: 1 000 Sędzia: Matt Kemp |

| 18 marca 201119:00 | Pumas | 73:14(33:7) | Border Bulldogs | Atlantic Stadium, Witbank Widzów: 500 Sędzia: Marius van der Westhuizen |
| 18 marca 201119:00 |       | 73:14(33:7) |                 | Atlantic Stadium, Witbank Widzów: 500 Sędzia: Marius van der Westhuizen |

| 19 marca 201114:40 | Golden Lions | 23:15(20:15) | Sharks XV | Coca-Cola Park, Johannesburg Sędzia: Quinton Immelman |
| 19 marca 201114:40 |              | 23:15(20:15) |           | Coca-Cola Park, Johannesburg Sędzia: Quinton Immelman |

| 19 marca 201115:00 | Griffons | 40:38(27:14) | Boland Cavaliers | North West Stadium, Welkom Widzów: 500 Sędzia: Lesego Legoete |
| 19 marca 201115:00 |          | 40:38(27:14) |                  | North West Stadium, Welkom Widzów: 500 Sędzia: Lesego Legoete |

| 19 marca 201115:00 | Falcons | 0:51(0:29) | Eastern Province Kings | Isak Steyl Stadium, Vanderbijlpark Widzów: 500 Sędzia: Jason Jaftha |
| 19 marca 201115:00 |         | 0:51(0:29) |                        | Isak Steyl Stadium, Vanderbijlpark Widzów: 500 Sędzia: Jason Jaftha |

| 19 marca 201116:00 | Welwitschias | 13:29(3:15) | Cheetahs | Hage Geingob Rugby Stadium, Windhuk Widzów: 1 000 Sędzia: Rasta Rasivhenge |
| 19 marca 201116:00 |              | 13:29(3:15) |          | Hage Geingob Rugby Stadium, Windhuk Widzów: 1 000 Sędzia: Rasta Rasivhenge |

| 19 marca 201116:00 | Leopards | 47:8(19:3) | SWD Eagles | Wouter de Vos Stadium, Mafikeng Widzów: 1 200 Sędzia: Lusanda Jam |
| 19 marca 201116:00 |          | 47:8(19:3) |            | Wouter de Vos Stadium, Mafikeng Widzów: 1 200 Sędzia: Lusanda Jam |

| 19 marca 201116:30 | Blue Bulls | 8:16(5:13) | Western Province | Loftus Versfeld Stadium, Pretoria Widzów: 3 000 Sędzia: Francisco Pastrana |
| 19 marca 201116:30 |            | 8:16(5:13) |                  | Loftus Versfeld Stadium, Pretoria Widzów: 3 000 Sędzia: Francisco Pastrana |

| 25 marca 201116:30 | Boland Cavaliers | 17:26(10:8) | Pumas | Boland Stadium, Wellington Widzów: 500 Sędzia: Francisco Pastrana |
| 25 marca 201116:30 |                  | 17:26(10:8) |       | Boland Stadium, Wellington Widzów: 500 Sędzia: Francisco Pastrana |

| 25 marca 201118:00 | Cheetahs | 21:45(9:24) | Blue Bulls | Shimla Park, Bloemfontein Widzów: 1 000 Sędzia: Stuart Berry |
| 25 marca 201118:00 |          | 21:45(9:24) |            | Shimla Park, Bloemfontein Widzów: 1 000 Sędzia: Stuart Berry |

| 25 marca 201119:00 | Border Bulldogs | 15:43(8:17) | Falcons | Buffalo City Stadium, East London Widzów: 700 Sędzia: Sindile Mayende |
| 25 marca 201119:00 |                 | 15:43(8:17) |         | Buffalo City Stadium, East London Widzów: 700 Sędzia: Sindile Mayende |

| 25 marca 201119:00 | Eastern Province Kings | 10:11(0:8) | Golden Lions | Nelson Mandela Bay Stadium, Port Elizabeth Widzów: 3 500 Sędzia: Francois Groenewald |
| 25 marca 201119:00 |                        | 10:11(0:8) |              | Nelson Mandela Bay Stadium, Port Elizabeth Widzów: 3 500 Sędzia: Francois Groenewald |

| 25 marca 201119:10 | SWD Eagles | 34:27(22:20) | Welwitschias | Outeniqua Park, George Widzów: 800 Sędzia: Marius van der Westhuizen |
| 25 marca 201119:10 |            | 34:27(22:20) |              | Outeniqua Park, George Widzów: 800 Sędzia: Marius van der Westhuizen |

| 26 marca 201112:40 | Western Province | 23:22(13:10) | Griquas | Newlands Stadium, Kapsztad Widzów: 5 000 Sędzia: Ben Crouse |
| 26 marca 201112:40 |                  | 23:22(13:10) |         | Newlands Stadium, Kapsztad Widzów: 5 000 Sędzia: Ben Crouse |

| 26 marca 201115:30 | Sharks XV | 63:7(28:7) | Griffons | Mick Kelly Park, Empangeni Sędzia: Jonathan Kaplan |
| 26 marca 201115:30 |           | 63:7(28:7) |          | Mick Kelly Park, Empangeni Sędzia: Jonathan Kaplan |

| 26 marca 201118:00 | Pampas XV | 38:20(17:10) | Leopards | Olën Park, Potchefstroom Widzów: 800 Sędzia: Tiaan Jonker |
| 26 marca 201118:00 |           | 38:20(17:10) |          | Olën Park, Potchefstroom Widzów: 800 Sędzia: Tiaan Jonker |

| 1 kwietnia 201118:00 | Leopards | 14:43(7:14) | Boland Cavaliers | Olën Park, Potchefstroom Widzów: 1 500 Sędzia: Stuart Berry |
| 1 kwietnia 201118:00 |          | 14:43(7:14) |                  | Olën Park, Potchefstroom Widzów: 1 500 Sędzia: Stuart Berry |

| 1 kwietnia 201118:00 | Falcons | 33:26(10:14) | SWD Eagles | Barnard Stadium, Kempton Park Widzów: 500 Sędzia: Francois Groenewald |
| 1 kwietnia 201118:00 |         | 33:26(10:14) |            | Barnard Stadium, Kempton Park Widzów: 500 Sędzia: Francois Groenewald |

| 1 kwietnia 201119:00 | Pumas | 20:46(17:15) | Pampas XV | Atlantic Stadium, Witbank Widzów: 1 500 Sędzia: Quinton Immelman |
| 1 kwietnia 201119:00 |       | 20:46(17:15) |           | Atlantic Stadium, Witbank Widzów: 1 500 Sędzia: Quinton Immelman |

| 1 kwietnia 201119:00 | Griquas | 23:16(15:0) | Sharks XV | GWK Park, Kimberley Widzów: 300 Sędzia: Tiaan Jonker |
| 1 kwietnia 201119:00 |         | 23:16(15:0) |           | GWK Park, Kimberley Widzów: 300 Sędzia: Tiaan Jonker |

| 2 kwietnia 201112:35 | Golden Lions | 37:19(23:9) | Cheetahs | Coca-Cola Park, Johannesburg Widzów: 2 500 Sędzia: Matt Kemp |
| 2 kwietnia 201112:35 |              | 37:19(23:9) |          | Coca-Cola Park, Johannesburg Widzów: 2 500 Sędzia: Matt Kemp |

| 2 kwietnia 201115:00 | Blue Bulls | 29:28(19:15) | Eastern Province Kings | Loftus Versfeld Stadium, Pretoria Widzów: 2 000 Sędzia: Francisco Pastrana |
| 2 kwietnia 201115:00 |            | 29:28(19:15) |                        | Loftus Versfeld Stadium, Pretoria Widzów: 2 000 Sędzia: Francisco Pastrana |

| 2 kwietnia 201115:00 | Griffons | 0:60(0:29) | Western Province | North West Stadium, Welkom Widzów: 300 Sędzia: Archie Sehlako |
| 2 kwietnia 201115:00 |          | 0:60(0:29) |                  | North West Stadium, Welkom Widzów: 300 Sędzia: Archie Sehlako |

| 2 kwietnia 201116:00 | Welwitschias | 20:20(10:0) | Border Bulldogs | Hage Geingob Rugby Stadium, Windhuk Sędzia: Ben Crouse |
| 2 kwietnia 201116:00 |              | 20:20(10:0) |                 | Hage Geingob Rugby Stadium, Windhuk Sędzia: Ben Crouse |

| 8 kwietnia 201116:00 | Boland Cavaliers | 71:33(31:19) | Welwitschias | Boland Stadium, Wellington Widzów: 600 Sędzia: Francois Groenewald |
| 8 kwietnia 201116:00 |                  | 71:33(31:19) |              | Boland Stadium, Wellington Widzów: 600 Sędzia: Francois Groenewald |

| 8 kwietnia 201119:00 | SWD Eagles | 14:37(7:30) | Golden Lions | Outeniqua Park, George Widzów: 800 Sędzia: Archie Sehlako |
| 8 kwietnia 201119:00 |            | 14:37(7:30) |              | Outeniqua Park, George Widzów: 800 Sędzia: Archie Sehlako |

| 8 kwietnia 201119:10 | Border Bulldogs | 8:34(0:24) | Blue Bulls | Buffalo City Stadium, East London Widzów: 1 000 Sędzia: Marius van der Westhuizen |
| 8 kwietnia 201119:10 |                 | 8:34(0:24) |            | Buffalo City Stadium, East London Widzów: 1 000 Sędzia: Marius van der Westhuizen |

| 9 kwietnia 201114:40 | Western Province | 27:14(24:14) | Pumas | Newlands Stadium, Kapsztad Widzów: 10 000 Sędzia: Delbirth November |
| 9 kwietnia 201114:40 |                  | 27:14(24:14) |       | Newlands Stadium, Kapsztad Widzów: 10 000 Sędzia: Delbirth November |

| 9 kwietnia 201115:00 | Cheetahs | 38:24(17:10) | Griffons | Clive Solomon Stadium, Bloemfontein Widzów: 4 000 Sędzia: Joey Klaaste-Salmans |
| 9 kwietnia 201115:00 |          | 38:24(17:10) |          | Clive Solomon Stadium, Bloemfontein Widzów: 4 000 Sędzia: Joey Klaaste-Salmans |

| 9 kwietnia 201115:00 | Pampas XV | 57:15(26:10) | Falcons | Fanie Du Toit Stadium, Potchefstroom Widzów: 200 Sędzia: Gerrie De Bruin |
| 9 kwietnia 201115:00 |           | 57:15(26:10) |         | Fanie Du Toit Stadium, Potchefstroom Widzów: 200 Sędzia: Gerrie De Bruin |

| 9 kwietnia 201116:00 | Eastern Province Kings | 26:16(7:16) | Griquas | Grey High School, Port Elizabeth Sędzia: Matt Kemp |
| 9 kwietnia 201116:00 |                        | 26:16(7:16) |         | Grey High School, Port Elizabeth Sędzia: Matt Kemp |

| 9 kwietnia 201116:45 | Sharks XV | 38:7(24:0) | Leopards | Kings Park Stadium, Durban Widzów: 1 000 Sędzia: Tiaan Jonker |
| 9 kwietnia 201116:45 |           | 38:7(24:0) |          | Kings Park Stadium, Durban Widzów: 1 000 Sędzia: Tiaan Jonker |

| 15 kwietnia 201115:00 | Griffons | 43:45(10:21) | Eastern Province Kings | North West Stadium, Welkom Sędzia: Lusanda Jam |
| 15 kwietnia 201115:00 |          | 43:45(10:21) |                        | North West Stadium, Welkom Sędzia: Lusanda Jam |

| 15 kwietnia 201118:30 | Welwitschias | 10:52(3:17) | Pampas XV | Hage Geingob Rugby Stadium, Windhuk Widzów: 1 000 Sędzia: Lesego Legoete |
| 15 kwietnia 201118:30 |              | 10:52(3:17) |           | Hage Geingob Rugby Stadium, Windhuk Widzów: 1 000 Sędzia: Lesego Legoete |

| 15 kwietnia 201119:00 | Pumas | 27:29(17:17) | Sharks XV | Mbombela Stadium, Nelspruit Widzów: 3 000 Sędzia: Quinton Immelman |
| 15 kwietnia 201119:00 |       | 27:29(17:17) |           | Mbombela Stadium, Nelspruit Widzów: 3 000 Sędzia: Quinton Immelman |

| 15 kwietnia 201119:00 | Griquas | 26:17(10:3) | Cheetahs | GWK Park, Kimberley Widzów: 500 Sędzia: Jason Jaftha |
| 15 kwietnia 201119:00 |         | 26:17(10:3) |          | GWK Park, Kimberley Widzów: 500 Sędzia: Jason Jaftha |

| 16 kwietnia 201114:40 | Golden Lions | 52:19(26:0) | Border Bulldogs | Coca-Cola Park, Johannesburg Widzów: 500 Sędzia: Gerrie De Bruin |
| 16 kwietnia 201114:40 |              | 52:19(26:0) |                 | Coca-Cola Park, Johannesburg Widzów: 500 Sędzia: Gerrie De Bruin |

| 16 kwietnia 201115:00 | Falcons | 25:25(3:13) | Boland Cavaliers | Barnard Stadium, Kempton Park Widzów: 200 Sędzia: Delbirth November |
| 16 kwietnia 201115:00 |         | 25:25(3:13) |                  | Barnard Stadium, Kempton Park Widzów: 200 Sędzia: Delbirth November |

| 16 kwietnia 201115:00 | Blue Bulls | 23:25(20:10) | SWD Eagles | Police Fields, Pretoria Widzów: 200 Sędzia: Francois Groenewald |
| 16 kwietnia 201115:00 |            | 23:25(20:10) |            | Police Fields, Pretoria Widzów: 200 Sędzia: Francois Groenewald |

| 16 kwietnia 201116:00 | Leopards | 12:26(12:17) | Western Province | Olën Park, Potchefstroom Widzów: 1 500 Sędzia: Rasta Rasivhenge |
| 16 kwietnia 201116:00 |          | 12:26(12:17) |                  | Olën Park, Potchefstroom Widzów: 1 500 Sędzia: Rasta Rasivhenge |

## Faza pucharowa
|  |                  |                  |             |             |    |           |              |          |  |  |       |       |       |
|  | Ćwierćfinał      | Ćwierćfinał      | Ćwierćfinał |             |    | Półfinał  | Półfinał     | Półfinał |  |  | Finał | Finał | Finał |
|  | Ćwierćfinał      | Ćwierćfinał      | Ćwierćfinał |             |    | Półfinał  | Półfinał     | Półfinał |  |  | Finał | Finał | Finał |
|  | 29 kwietnia 2011 |                  |             |             |    |           |              |          |  |  |       |       |       |
|  |                  |                  |             |             |    |           |              |          |  |  |       |       |       |
|  | Pampas XV        | Pampas XV        | 41          |             |    |           |              |          |  |  |       |       |       |
|  | Pampas XV        | Pampas XV        | 41          | 6 maja 2011 |    |           |              |          |  |  |       |       |       |
|  | Cheetahs         | Cheetahs         | 34          |             |    |           |              |          |  |  |       |       |       |
|  | Cheetahs         | Cheetahs         | 34          |             |    | Pampas XV | Pampas XV    | 41       |  |  |       |       |       |
|  | 30 kwietnia 2011 |                  |             |             |    | Pampas XV | Pampas XV    | 41       |  |  |       |       |       |
|  |                  |                  | Sharks XV   | Sharks XV   | 26 |           |              |          |  |  |       |       |       |
|  | Western Province | Western Province | Sharks XV   | Sharks XV   | 26 | 19        |              |          |  |  |       |       |       |
|  | Western Province | Western Province |             |             |    | 19        | 13 maja 2011 |          |  |  |       |       |       |
|  | Sharks XV        | Sharks XV        | 21          |             |    |           |              |          |  |  |       |       |       |
|  | Sharks XV        | Sharks XV        | 21          |             |    | Pampas XV | Pampas XV    | 14       |  |  |       |       |       |
|  | 29 kwietnia 2011 |                  |             |             |    | Pampas XV | Pampas XV    | 14       |  |  |       |       |       |
|  |                  |                  | Blue Bulls  | Blue Bulls  | 9  |           |              |          |  |  |       |       |       |
|  | Griquas          | Griquas          | Blue Bulls  | Blue Bulls  | 9  | 37        |              |          |  |  |       |       |       |
|  | Griquas          | Griquas          | 7 maja 2011 |             |    | 37        |              |          |  |  |       |       |       |
|  | Pumas            | Pumas            | 33          |             |    |           |              |          |  |  |       |       |       |
|  | Pumas            | Pumas            | 33          |             |    | Griquas   | Griquas      | 34       |  |  |       |       |       |
|  | 30 kwietnia 2011 |                  |             |             |    | Griquas   | Griquas      | 34       |  |  |       |       |       |
|  |                  |                  | Blue Bulls  | Blue Bulls  | 47 |           |              |          |  |  |       |       |       |
|  | Golden Lions     | Golden Lions     | Blue Bulls  | Blue Bulls  | 47 | 26        |              |          |  |  |       |       |       |
|  | Golden Lions     | Golden Lions     |             |             |    |           |              |          |  |  |       |       |       |
|  | Blue Bulls       | Blue Bulls       | 28          |             |    |           |              |          |  |  |       |       |       |
|  | Blue Bulls       | Blue Bulls       | 28          |             |    |           |              |          |  |  |       |       |       |

| 29 kwietnia 201116:30 | Pampas XV | 41:34(10:17) | Cheetahs | Olën Park, Potchefstroom Widzów: 200 Sędzia: Sindile Mayende |
| 29 kwietnia 201116:30 |           | 41:34(10:17) |          | Olën Park, Potchefstroom Widzów: 200 Sędzia: Sindile Mayende |

| 30 kwietnia 201116:20 | Western Province | 19:21(8:15) | Sharks XV | Newlands Stadium, Kapsztad Widzów: 10 000 Sędzia: Leon van der Merwe |
| 30 kwietnia 201116:20 |                  | 19:21(8:15) |           | Newlands Stadium, Kapsztad Widzów: 10 000 Sędzia: Leon van der Merwe |

| 29 kwietnia 201119:00 | Griquas | 37:33(15:20) | Pumas | GWK Park, Kimberley Widzów: 400 Sędzia: Quinton Immelman |
| 29 kwietnia 201119:00 |         | 37:33(15:20) |       | GWK Park, Kimberley Widzów: 400 Sędzia: Quinton Immelman |

| 30 kwietnia 201114:30 | Golden Lions | 26:28(11:10) | Blue Bulls | Wits Rugby Stadium, Johannesburg Widzów: 1 000 Sędzia: Jason Jaftha |
| 30 kwietnia 201114:30 |              | 26:28(11:10) |            | Wits Rugby Stadium, Johannesburg Widzów: 1 000 Sędzia: Jason Jaftha |

| 6 maja 201116:30 | Pampas XV | 41:26(16:7) | Sharks XV | Olën Park, Potchefstroom Widzów: 300 Sędzia: Joey Klaaste-Salmans |
| 6 maja 201116:30 |           | 41:26(16:7) |           | Olën Park, Potchefstroom Widzów: 300 Sędzia: Joey Klaaste-Salmans |

| 7 maja 201114:20 | Griquas | 34:47(10:31) | Blue Bulls | GWK Park, Kimberley Widzów: 1 000 Sędzia: Stuart Berry |
| 7 maja 201114:20 |         | 34:47(10:31) |            | GWK Park, Kimberley Widzów: 1 000 Sędzia: Stuart Berry |

| 13 maja 201119:00 | Pampas XV | 14:9(8:0) | Blue Bulls | Olën Park, Potchefstroom Widzów: 2 000 Sędzia: Stuart Berry |
| 13 maja 201119:00 |           | 14:9(8:0) |            | Olën Park, Potchefstroom Widzów: 2 000 Sędzia: Stuart Berry |